# Matthias Luckey

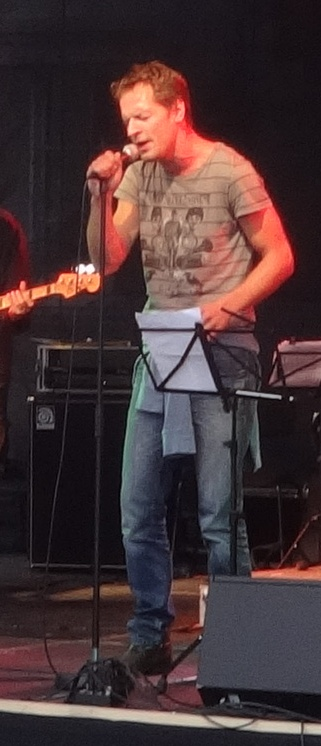
Matthias Luckey (2014)

Matthias Luckey (* 1982 in Hamburg) ist ein deutscher Schauspieler.

## Leben
Matthias Luckey ist der Sohn des Hamburger Bildhauers Klaus-Jürgen Luckey (1934–2001). Als Kind spielte er in Hamburger Theaterproduktionen und erhielt daneben eine Gesangsausbildung im Kinderchor der Hamburgischen Staatsoper, wo er in Chor- und Kinderpartien auftrat, so unter anderem als Miles in The Turn of the Screw von Benjamin Britten. Neben Hörspiel-Produktionen trat er ab seinem dreizehnten Lebensjahr am Deutschen Schauspielhaus in Hamburg auf. Nach dem Abitur und Zivildienst studierte er 2005 bis 2009 an der Hochschule für Schauspielkunst „Ernst Busch“ Berlin und war in dieser Zeit am bat-Studiotheater und am Deutschen Theater Berlin zu sehen. Er wurde unter anderem von Angelika Waller, Jutta Hoffmann, Alexander Lang und Dieter Mann unterrichtet. Sein Diplom erhielt er 2009 mit „Auszeichnung“.
Der Intendant Wilfried Schulz engagierte ihn mit der Spielzeit 2009/10 in das Schauspieler-Ensemble des Staatsschauspiels Dresden, dem er bis 2017 angehörte. Dort spielte Luckey in fast vierzig Produktionen und arbeitete mit Regisseuren wie Stefan Bachmann, Andreas Kriegenburg, Roger Vontobel, Tilmann Köhler, Wolfgang Engel, Rafael Sanchez, Nuran David Calis, Jan Gehler, Franz Wittenbrink, Susanne Lietzow oder Jan Klata zusammen.
Wichtige Theaterrollen waren unter anderem die Titelrolle in Jakob von Gunten, Kommissar Escherich in Jeder stirbt für sich allein, Lanzelot in Der Drache, der Doktor in Woyzeck, Karl Firmin in Scillers Parasit, Johann in Drei Männer im Schnee, Lars Koch in Terror sowie in den Uraufführungen von Peter Richters 89/90, Ibrahim Amirs Homohalal, Erich Kästners Klaus im Schrank und Thomas Freyers Mein deutsches deutsches Land und Kein Land. August.
2017 drehte Luckey unter der Regie von Rosa von Praunheim den Film Männerfreundschaften, in dem er Johann Wolfgang von Goethe darstellte. Außerdem gastierte er nach wie vor am Staatsschauspiel Dresden sowie regelmäßig am Düsseldorfer Schauspielhaus, dem Theater Heidelberg, am Theater Basel und Volkstheater Wien sowie bei den Nibelungenfestspielen Worms. 2023–25 gehörte er zum festen Ensemble des Staatstheater Nürnberg.
Als Synchronsprecher wurde er für mehrere Produktionen von Netflix eingesetzt. Außerdem übernahm er Episodenrollen in den ZDF-Serien SOKO Wismar und Notruf Hafenkante und in der ARD-Serie All You Need. In der bei Disney+ erschienenen Miniserie Deutsches Haus (2023) spielte er unter anderem neben Anke Engelke, Iris Berben und Katharina Stark.
Im Februar 2021 war Luckey Teil der Initiative #ActOut im SZ-Magazin, zusammen mit 184 anderen lesbischen, schwulen, bisexuellen, queeren, intergeschlechtlichen und transgender Personen aus dem Bereich der darstellenden Künste.
Matthias Luckey lebt in Berlin.

## Filmografie
- 2018: Männerfreundschaften
- 2020: Third Body
- 2021: SOKO Wismar (Fernsehserie, Folge Die Ordnung der Dinge)
- 2022: Notruf Hafenkante (Fernsehserie, Folge Rosenkavalier)
- 2022: All You Need (Fernsehserie)
- 2023: In aller Freundschaft – Die jungen Ärzte (Fernsehserie, Folge Wahrheit tut weh)
- 2023: Deutsches Haus (Streaming-Miniserie, Folgen 1–5)